# Е (Источни Пиринеји)
Е (фр. Eus; кат. Eus) насеље је и општина у јужној Француској у региону Лангдок-Русијон, у департману Источни Пиринеји која припада префектури Прад.
По подацима из 2011. године у општини је живело 406 становника, а густина насељености је износила 20,22 становника/km². Општина се простире на површини од 20,08 km². Налази се на средњој надморској висини од 349 метара (максималној 1.143 m, а минималној 244 m).

## Демографија
| 1962. | 1968. | 1975. | 1982. | 1990. | 1999. | 2011. |
| ----- | ----- | ----- | ----- | ----- | ----- | ----- |
| 370   | 370   | 330   | 355   | 361   | 375   | 406   |

График промене броја становника у току последњих година